# Trận Cửa Thuận An
Trận Cửa Thuận An (20 tháng 8 năm 1883) là trận giao tranh giữa quân Pháp và nước Đại Nam một năm trước khi Chiến tranh Pháp-Thanh (tháng 8 năm 1884 tới tháng 4 năm 1885) bùng nổ. Trong trận này lực lượng thủy quân của Pháp dưới quyền chỉ huy của Đô đốc Amédée Courbet tấn công các pháo đài ven biển ở cửa Thuận An và chiếm đóng cửa ngỏ then chốt lên kinh đô Huế.

## Diễn biến
Khi được lệnh đánh Thuận An, chiến thuyền Pháp do Đô đốc Courbet chỉ huy bấy giờ đang neo ở Vịnh Hạ Long, Bắc Kỳ liền kéo vào nam. Hạm đội Pháp gồm các chiến thuyền Bayard, Atalante, Chateau-Renaud, Annamite, Drac, cùng với 2 hộ tống hạm là Lynx và la Vipère. Ba tàu chiến chở quân đổ bộ là Bayard và Atalante. Tàu Chateau-Renaud chuyển vận 2 đại đội thủy binh, một đại đội lính tập người Việt (dưới quyền chỉ của các sĩ quan đại úy Pháp Monniot, Sorin và Radiguet một sĩ quan chỉ huy doanh trại thống đốc), hai đội trọng pháo do đại úy hải pháo Luce (sĩ quan tiếp vận của thống đốc) chỉ huy và 100 binh phu. Tổng cộng lực lượng Pháp có quân số khoảng 1000. Ngày 16 tháng 8 năm 1883, đoàn tàu Pháp vào đến Đà Nẵng, tới ngày 18 thì thả neo ở ngoài cửa Thuận An.
Ngày 20 Tháng 8, vào lúc 5 giờ sáng, Courbet ra lệnh khai hỏa bắn phá các hải đồn phòng thủ cửa biển Thuận-An. Nửa giờ sau, đội thủy quân đầu tiên do Poidloue, phó hạm trưởng tàu Atalante chỉ huy đổ bộ lên bờ và tiến chiếm ngay 2 hải đồn.
Đến 8 giờ sáng thì tất cả thủy quân Pháp đã lên đến bờ, kéo sâu vào làng và bao vây đại hải đồn Trấn Hải. Quân Pháp có một sĩ quan và 5 lính bị thương. Quân Việt bắn trả suốt ngày hôm đó, nhưng do vũ khí quá kém nên đến cuối ngày thì các pháo lũy phòng thủ đều bị hỏa lực Pháp phá hủy; lực lượng phòng thủ tổn thất nhiều mà quân Pháp không bị thiệt hại gì. Các hải đồn ở đảo Cây Dừa và ở mặt phía Nam chống trả mạnh mẽ nhưng cũng bị tàu chiến và hải quân Pháp bắn hạ vào buổi sáng ngày 21 Tháng 8. Cuộc đánh chiếm Thuận An hoàn tất. Phía quân binh triều đình Huế có 600 tử vong và vô số bị thương. Các quan phòng giữ các hải đồn như quan trấn thành là Lê Sĩ, Lê Chuẩn tử trận, Lâm Hoành, Trần Thúc Nhẫn nhảy xuống sông tự tử. Quan thương bạc của triều đình Huế là Nguyễn Trọng Hợp yêu cầu ngưng chiến nhưng chỉ được quân Pháp chấp thuận với điều kiện là quan binh Đại Nam phải rút khỏi tất cả thành trì phòng thủ cửa biển Thuận-An và các đồn lũy dọc trên tuyến đường Thuận An lên kinh thành Huế. Ngoài ra Pháp cũng đòi lại 2 chiến thuyền Scorpion và D'Entrcasteaux trước tặng cho triều đình nhà Nguyễn hồi năm 1874.

## Kết quả
Quân Pháp chiếm được cửa Thuận An (Huế). Dưới sức ép quân sự của Pháp, ngày 25 tháng 8 năm 1883, nhà Nguyễn phải chấp thuận ký hòa ước với Pháp, theo đó chấp thuận sự bảo hộ của Pháp tại Bắc Kỳ.
Tuy nhiên các quan chủ chiến của nhà Nguyễn vẫn còn ở miền Bắc, và quân Cờ đen còn rất mạnh, nên chiến sự tiếp diễn. Cuộc tấn công của quân Pháp vào tháng 8 năm 1883, dưới thời chính phủ Jules Ferry ở Paris, khiến cuộc chiến tranh Pháp-Thanh trở nên không thể tránh khỏi, và gieo mầm cho nổi dậy của phong trào Cần Vương tháng 7 năm 1885.

## Hạm đội Pháp trong chiến dịch cửa Thuận An

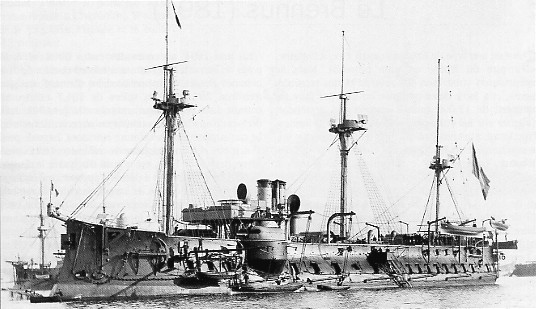
Bayard
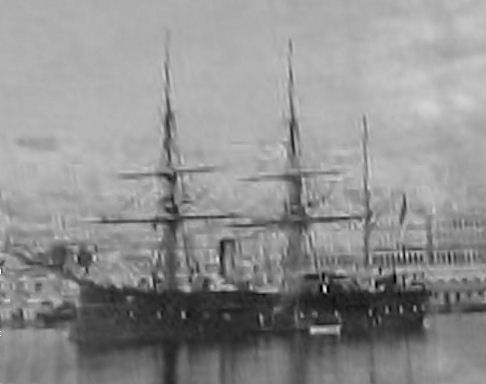
Atalante